# 1957年自由民主党総裁選挙
1957年自由民主党総裁選挙（1957ねんじゆうみんしゅとうそうさいせんきょ）は、1957年（昭和32年）3月21日に行われた日本の自由民主党の党首である総裁の選挙である。

## 概要
1957年に総裁の石橋湛山が辞任したことを受けて行われた自由民主党総裁選挙である。
前年の12月に総裁に選出され、内閣総理大臣に就任したばかりの石橋は、病により執務不能となった。そのため、1月31日に先の総裁選で争った岸信介外務大臣を内閣総理大臣臨時代理に指名、2月25日に内閣総辞職となり、その同日、岸信介が国会での首班指名により第56代内閣総理大臣に就任して第1次岸内閣が発足し、その後に総裁選挙が行われた。
この総裁選は岸が内閣総理大臣に就任したあとに実施されているため、事実上は岸に対する信任投票の意味合いが強いものとなった。

## 選挙データ

### 総裁
- 選挙前：石橋湛山（第2代）
- 選挙後：岸信介（第3代）

### 投票日
- 1957年（昭和32年）3月21日

第4回党大会で実施。

### 選挙制度
- 決選投票制

総裁公選規程に基づく公選
投票方法
秘密投票、単記投票、1票制
選挙権
党所属国会議員、党都道府県支部連合会地方代議員
被選挙権
党所属国会議員
有権者
（不明）
- 党所属衆議院議員：（不明）
- 党所属参議院議員：（不明）
- 地方代議員　　　：092

## 選挙活動

### 候補者
立候補制ではなかったものの、現職の内閣総理大臣である岸への信任投票の意味合いが強かった。
| 岸信介                                                                    |
|                                                                           |
| 衆議院議員 （3期・山口2区） 内閣総理大臣（1957-現職） 党総裁（1957-現職） |
| 十日会 （岸派）                                                           |
| 山口県                                                                    |

## 選挙結果
第1回総裁選から1972年（昭和47年）の第12回総裁選までは立候補制ではなかったため、自民党所属の国会議員への票はすべて有効票として扱われた。

### 候補者別得票数
| 候補者                   | 得票数 | 得票率 |
| ------------------------ | ------ | ------ |
| 岸信介                   | 471    | 99.16% |
| 松村謙三                 | 2      | 0.42%  |
| 石井光次郎               | 1      | 0.21%  |
| 北村徳太郎               | 1      | 0.21%  |
| 総計                     | 475    | 100.0% |
| 有効投票数（有効率）     | 475    | %      |
| 無効票・白票数（無効率） |        | %      |
| 投票者数（投票率）       |        | %      |
| 棄権者数（棄権率）       |        | %      |
| 有権者数                 |        | 100.0% |
| 出典：朝日新聞           |        |        |